# Antonín Kocí
Podplukovník Antonín Kocí (někde uváděn jako Antonín Kočí, 6. června 1899 Pstruží – 22. června 1942 Kounicovy koleje) byl československý důstojník a odbojář z období druhé světové války popravený nacisty.

## Život

### Mládí
Antonín Kocí se narodil 6. června 1899 ve Pstruží na Frýdecko-Místecku v rodině místního řídícího učitele a správce školy Antonína Kocí a Matyldy rozené Schindlerové. Studoval na reálném gymnáziu v Místek, studium ale nedokončil, protože byl 15. února 1917 odveden do c. a k. armády. Absolvoval školu pro důstojníky pěchoty v Jablonci nad Nisou a závěrečné měsíce první světové války bojoval na italské frontě.

### Mezi světovými válkami
Po návratu do Československa na konci října 1918 pokračoval Antonín Kocí v armádní službě, vystudoval Vojenskou akademii v Hranicích a stal se důstojníkem. Vojenskou kariéru mu na velitelství 8. divize ukončil rozpad Československa a zrušení armády po německé okupaci v březnu 1939. Žil v Brně.

### Druhá světová válka
Po nuceném ukončení armádní služby pracoval Antonín Kocí od 1. července 1939 na Zemském národním výboru v Brně. Již na jaře téhož roku vstoupil do protinacistického odboje v řadách Obrany národa a následně i Petičního výboru Věrni zůstaneme. Za svou činnost byl 9. října 1941 gestapem a uvězněn na brněnských Kounicových kolejích. Dne 22. června 1942 byl stanným soudem odsouzen k trestu smrti a ještě týž den popraven. Jeho tělo bylo zpopelněno o den později v Brněnském krematoriu.

## Posmrtná ocenění
- Antonínu Kocí byl v roce 1945 in memoriam udělen Československý válečný kříž 1939
- Antonín Kocí byl v roce 1945 in memoriam povýšen do hodnosti podplukovníka generálního štábu

## Rodina
Antonín Kocí měl bratra Jaroslava Kocí a sestru Vilemínu Milatovou. Oba se rovněž zapojili do protinacistického odboje, Jaroslav byl vězněn v koncentračním táboře Dachau a Vilemína v koncentračním táboře Ravensbrück. Její manžel a švagr Antonína Kocí Rudolf Milata byl československým legionářem a rovněž protinacistickým odbojářem. Manželka Antonína Kocí se jmenovala Julie, dceři Yvettě bylo v době jeho zatčení devět let.

## Poznámka
Antonín Kocí je v některých zdrojích uváděn i jako Antonín Kočí.